# Révolte des Dounganes (1895-1896)
Ne doit pas être confondu avec Révolte des Dounganes.
La Révolte des Dounganes (1895-1896) est une guerre religieuse survenue dans la Chine du XIXe siècle opposant diverses ethnies musulmanes du Qinghai du Gansu à la dynastie Qing. Elle est provoquée par des affrontements entre deux confréries soufis appartenant à la tariqa Naqshbandiyya, qui déstabilisent la région. Les Wahhabites de la secte Yihewani rejoignent alors la révolte et aident à son développement. Finalement, les Dounganes sont écrasés par les musulmans restés fidèles aux Qing.

## Origines
Cette révolte éclate au même endroit que la révolte des Jahriyya de 1781 et pour les mêmes raisons, à savoir des affrontements entre deux confréries soufis appartenant à la tariqa Naqshbandiyya. Après s’être affrontés et accusés mutuellement de divers méfaits, ces soufis décident d'utiliser le système juridique Qing pour résoudre leur conflit. Ils intentent des procès par l'intermédiaire du bureau du préfet de Xining, mais le juge chargé de l'affaire décide de ne pas se prononcer sur la question ayant déclenché ce conflit, à savoir quel groupe a la primauté pour régler les affaires et autres problèmes liés à la religion musulmane dans la région. À la place, il exhorte les deux confréries à se comporter correctement. 
À la suite de ce non-jugement, les deux groupes ont de nouveau recours à la violence pour essayer de régler leurs différends. Un tao-dai (道臺, dàotái) est alors envoyé par les Qing pour écraser les auteurs de ces violences. Cette répression provoque plusieurs morts, ce qui conduit les soufis impliqué dans ce conflit à se rebeller contre les Qing.

## Déroulement
À Xunhua, au Qinghai, les Hui, Dongxiang, Bao'an et Salars sont incités à se révolter contre les Qing par Ma Yonglin, le dirigeant de la mosquée multicolore. Du côté Qing, le général de brigade Tang Yanhe et ses soldats reçoivent l'ordre de mater la rébellion. Pour contrer les Qing, Ma Dahan, un autre chef rebelle, conclu un accord avec Ma Wanfu, un Dongxiang qui est le chef des Wahhabites de la secte Yihewani. Ces derniers prêtent donc main-forte au Soufis, et les aident à développer et organiser la révolte. À Hezhou, Didao et Xunhua, ils ordonnent aux membres de leur secte de se joindre à la rébellion. Ils choisissent les Xian de Tiaoheyan, Sanjiaji et Guanghe comme site à utiliser pour organiser un système défensif et s'engagent à ne pas capituler. Par la suite, les Yihewani seront désignés par leurs adversaires sous le nom de secte du "nouvel enseignement", un sobriquet déjà utilisé en 1781 pour désigner les Jahriyya après leur révolte. Devant l'ampleur des troubles, à Xiaoqiaopan, un village catholique chinois de Mongolie intérieure occidentale (en), les prêtres belges responsables de la paroisse organisent la défense du secteur afin de repousser une éventuelle attaque des rebelles.
Le gouverneur général Yang Changjun réagit en envoyant des troupes écraser la rébellion. Dong Fuxiang, le commandant en chef de la Kashgarie (Kashgar), et le général Ma Xinsheng, reçoivent des télégrammes leur ordonnant de soulager les soldats des districts révoltés en envoyant des troupes à marche forcée. Ces généraux n'ont pas été choisi au hasard, car ils sont des vétérans de la première guerre sino-japonaise. Les troupes qu'ils lèvent sont composées de musulmans chinois loyaux aux Qing et commandées par des officiers musulmans comme Ma Anliang, Ma Guoliang, Ma Fuxiang et Ma Fulu. Les troupes de Dong Fuxiang, originaires de Hezhou, sont armées de fusils Mauser et Remington ainsi que de canons européens récents, tout juste arrivés de Pékin. Ces armes modernes surpassent largement les armes blanches et les fusils à chargement par la bouche utilisés par les rebelles musulmans, qui sont écrasés lors des combats,.
Ma Anliang commence par lever le siège de Xining (sining), avec quatre ying (bataillon) sous ses ordres, en 1895,. La même année, Anliang et son unité de cavaliers Hui infligent une défaite cinglante aux rebelles au mont Oxheart et lève le siège de Hezhou le 4 décembre 1895. Si Ma Dahan est tué lors des combats, Ma Wanfu préfère se rendre plutôt que d'affronter Anliang et Fuxiang. Enfin, Ma Yonglin, son fils, et plus d'une centaine d'autres chefs rebelles musulmans sont capturés et décapités par Fuxiang.
Les généraux musulmans loyalistes conduisent une répression féroce, qui se traduit par des massacres de musulmans rebelles et de nombreuses exactions. Ainsi, Anliang et ses cavaliers massacrent des combattants rebelles Salar qui avaient accepté de négocier sans armes lors d'un banquet. Selon certains rapport les rebelles auraient été décapité et leurs oreilles arrachées. Dans son édition du 2 août 1896, le New York Times rapporte que les généraux Qing auraient perpétré des massacres à grande échelle des rebelles. 8 000 d'entre eux auraient été tués, à un endroit indéterminé, et les femmes auraient été vendues comme esclaves.  Cette répression fait des victimes même en dehors des rangs des musulmans rebelles. C'est ainsi qu'environ 400 musulmans de Topa (多巴), qui n'avaient pas rejoint la révolte et qui avaient proclamé leur loyauté envers la Chine, ont tout de même fini par être massacrés. Au départ, il y a ce qui semble être une simple dispute entre un Chinois Han et sa femme musulmane. Cette dernière finit par menacer les musulmans de Topa d'attaquer Tankar et de donner un signal à leurs coreligionnaires pour qu'ils se soulèvent et ouvrent les portes de la ville, en brûlant les temples situés au sommet des collines. Le mari rapporte ce discours à un fonctionnaire Qing, et le jour suivant, les musulmans sont massacrés, à l'exception de quelques filles musulmanes qui sont mariées de force à des Chinois Han,,.  
Si certains massacres sont avérés, d'autres rumeurs sont moins fiables, comme celles prétendant que Ma Anliang aurait teint son bonnet en rouge avec le sang des révoltés musulman et que des têtes de rebelles musulmans auraient été utilisées pour construire les bureaux de Ma Fuxiang et Ma Fulu,.  
Finalement, on estime qu'environ 100 000 personnes sont mortes au cours de la révolte.
Après l'écrasement de la révolte, Dong Fuxiang reçoit le grade de généralissime,, et Ma Anliang ceux de général du Xinjiang et colonel de Hezhou,.  

## Témoignage
Lorsque la révolte éclate, Susanna "Susie" Carson Rijnhart, (1868 - 1908), une médecin canadienne et missionnaire protestante, se trouve a Lusar, un village situé au pied du Monastère de Kumbum. À la demande des Moines bouddhistes, elle et son mari déménagent au monastère, ou ils prennent en charge les blessés. Dans son ouvrage "With the Tibetans in Tent and Temple" elle rapporte le témoignage suivant :

« Parmi les plus intéressants de nos patients se trouvait un vieil homme, chinois de naissance, mais possédant le courage et l'audace d'un Tibétain, qui avait été nommé chef de plus de cinquante des troupes locales, et qui était parti un matin pour aider quelques Chinois dans un village voisin à repousser une attaque des rebelles. Un de ses hommes, un charpentier, l'avait traîtreusement poignardé au coude, selon certains, parce que le premier était à la solde des mahométans, qui tenaient à se débarrasser d'un adversaire aussi habile que le vieux Cheo Lao-yeh faisait ses preuves. Ils se souvenaient de son service efficace dans l'ancienne rébellion, dans laquelle, bien que blessé à sept reprises, il leur avait infligé de nombreuses défaites écrasantes. L'attaque traître lui avait fait une vilaine blessure au bras, mais la famille étant riche, et donc capable de lui accorder toute son attention, si je n'ai épargné aucune peine pour aider à sa guérison, chaque jour marquait une amélioration. Sa femme était une mongole. Son seul enfant était une jolie jeune femme mariée de vingt ans portant le costume mongol, qui lui allait très bien, tandis que son joli petit bébé complétait le groupe familial et ajoutait beaucoup de joie aux heures de solitude que le vieil homme passait sur le k'ang. Nombreux étaient les cadeaux et les bienfaits incalculables que nous offrait cet homme, et lorsque plus tard il mourut alors que nous étions loin de la maison, il demanda à sa fille de donner à chacun de nous un chapelet qu'il avait porté, cadeaux que nous appréciions beaucoup car nous savions qu'ils étaient des gages de gratitude et d'amour sincères, »